# 南海トラフ沿いの地震に関する評価検討会

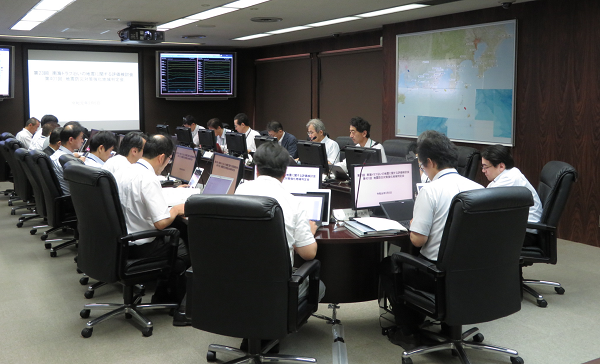
評価検討会の様子

南海トラフ沿いの地震に関する評価検討会（なんかいトラフぞいのじしんにかんするひょうかけんとうかい、英: Nankai Trough Earthquake Assessment Committee）とは、中央防災会議防災対策実行会議「南海トラフ沿いの地震観測・評価に基づく防災対応検討ワーキンググループ」の報告（平成29年9月26日）を踏まえて、南海トラフ全域を対象として地震発生の可能性を評価するため、気象庁に設置された有識者の会である。かつては東海地震の予知を前提として行われていたが現在は評価検討会と一体化した「地震防災対策強化地域判定会」についても本項で解説する。

## 概要
気象庁は、南海トラフ全域を対象として地震発生の可能性を評価した結果を「南海トラフ地震に関連する情報」として発表するにあたり、有識者から助言を得るために「南海トラフ沿いの地震に関する評価検討会」を開催する。
評価検討会には、観測データに異常が現れた場合に南海トラフ地震との関連性を緊急に評価するための臨時の会合と、平常時から観測データの状況を把握するために原則毎月1回開催している定例の会合がある。
評価検討会は、従来の東海地域を対象とした「判定会」と一体となって検討を行っている。

## 地震防災対策強化地域判定会
地震防災対策強化地域判定会（じしんぼうさいたいさくきょうかちいきはんていかい）とは、大規模地震対策特別措置法に基づき、地震予知に関する判断を行なうために1979年8月7日に発足した、気象庁長官が委嘱する私的諮問機関のことである。通称「判定会」。前身は1977年4月18日に地震予知連絡会の中の組織の1つとして発足した「東海地域判定会」である。
判定会は日本の地震学研究の第一人者6名からなり、大地震の発生可能性を事前に判定すること（すなわち地震予知を行うこと）を任務としている。「地震防災対策強化地域判定会要綱」によれば、
判定会は気象業務法第一一条の二に定める気象庁長官の任務の遂行のため、強化地域に係る大規模な地震の発生のおそれについての判定を行うとともに、これに必要な調査検討を行うものとする。
とのことである。判定会の歴代会長は、萩原尊禮、浅田敏、茂木清夫、溝上恵、阿部勝征、平田直となっている。
東海地震の発生が想定される東海地域（地震防災対策強化地域）などで、気象庁が地震観測のために設置した体積ひずみ計などの観測データに異常が現れた場合、大地震との関連性を検討・判定するために、判定会の招集が行われる。この時、判定会には地震発生の有無を審議し気象庁長官に報告するという役割があり、東海地震発生の恐れがあると正式に判定された場合、長官は地震予知情報を発表して内閣総理大臣に報告し、閣議を経て警戒宣言が発令される。
正式な判定会の招集は、実際に地震観測における異常データが観測された場合にのみ行われるが、原則として定例の判定会が毎月1回実施されている。これは、平常時のデータを把握した上で、実際に異常データが観測された時にそれを速やかに判断できるようにするためである。
かつて判定会は東海地震のみを対象としていたが、2017年11月1日以降は、「南海トラフ沿いの地震に関する評価検討会」と一体となって検討を行うようになった。

## 判定会および評価検討会の沿革
1977年4月18日
地震予知連絡会の中の組織の1つとして「東海地域判定会」が発足。
1978年12月14日
東海地震の直前予知が可能であるという前提に基づき、大規模地震対策特別措置法（大震法）が施行される。
1979年8月7日
前年に制定された大震法に基づき、東海地域判定会の後継として気象庁に「地震防災対策強化地域判定会」が設置される。同時に東海地域判定会は廃止された。
2009年8月11日
M6.5の駿河湾地震が発生し、判定会発足後初となる臨時の委員打合せ会が招集される。これにより東海地震観測情報が初めて発表されたが、想定される東海地震には結びつかないと判定された。「地震防災対策強化地域判定会」の臨時の判定会としては、これが最初で最後の事例となった。
2011年1月25日
それまでは東海地震予知情報の検討に関する会合のみを「判定会」と呼び、その他の会合については「判定会委員打合せ会」と呼んで区別していたが、この日からは両者を区別せずに「判定会」と呼称するようになる。判定会の「招集」という表現については「開催」と表現されるようになった。
2017年11月1日
東海地震の予知は不可能であるという認識が大勢となったことから、気象庁が東海地震関連情報の発表を取りやめて「南海トラフ地震に関連する情報」の運用を開始するとともに「南海トラフ沿いの地震に関する評価検討会」が発足し（判定会の後継）、判定会は評価検討会と一体となって検討を行うようになった。
東海地震の最後の判定会（378回目・定例）は2017年10月30日に開催され、その直後の11月1日から南海トラフ地震評価検討会に移行したというわけである。
2024年8月8日
M7.1の日向灘地震が発生し、評価検討会に移行後初となる「南海トラフ沿いの地震に関する評価検討会」（臨時）が開催された。そして「南海トラフ地震臨時情報（巨大地震注意）」が初めて発表された。

## 委員
判定会および評価検討会の委員は現在、以下の6人の有識者で構成されている（令和7年6月10日現在）。
- 平田直（会長・東京大学名誉教授）
- 小原一成（防災科学技術研究所フェロー・東京大学名誉教授）
- 横田崇（愛知工業大学教授）
- 古村孝志（東京大学地震研究所教授）
- 加藤尚之（東京大学地震研究所教授）
- 西村卓也（京都大学防災研究所教授）